# Rollo Armstrong

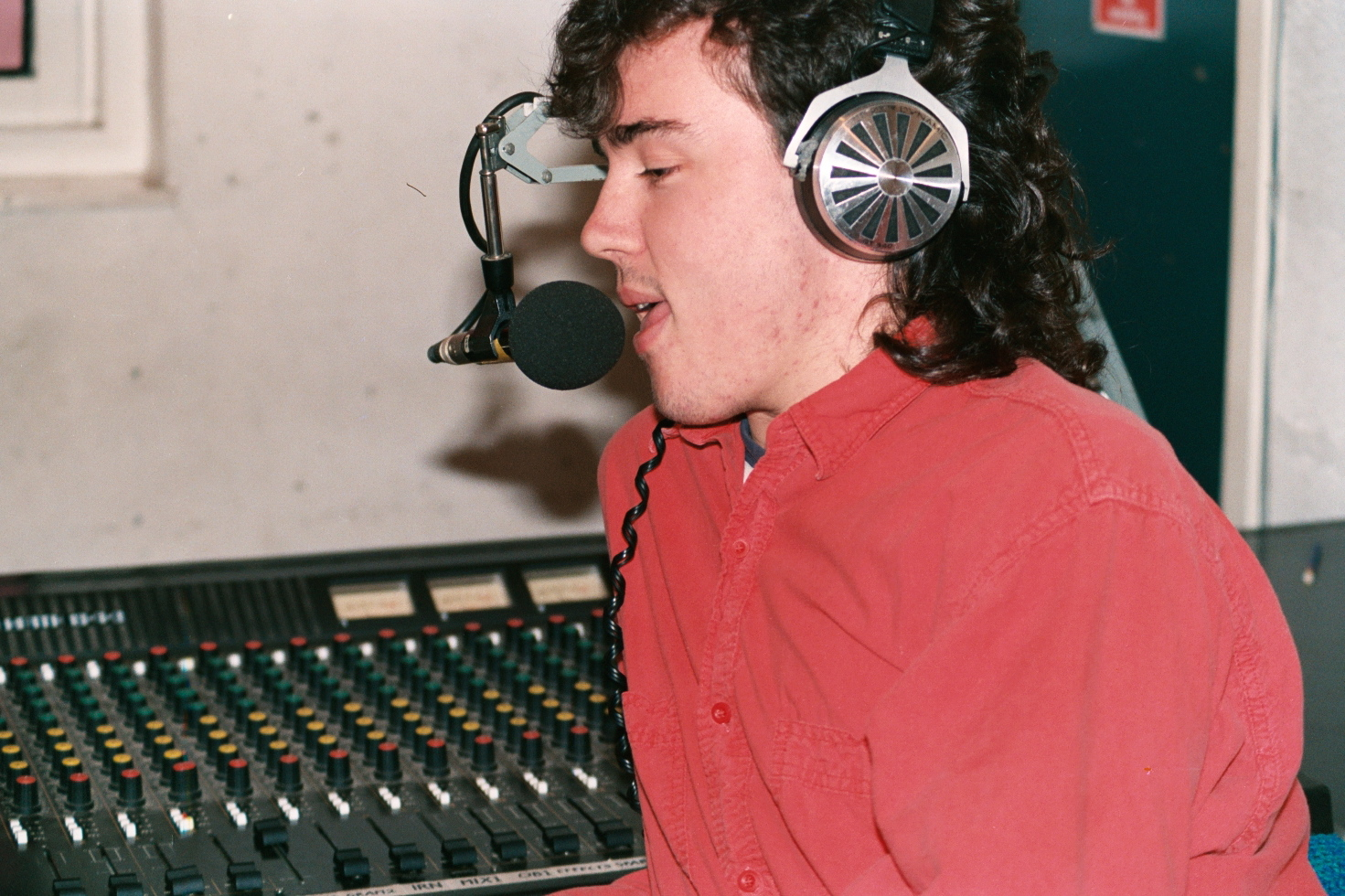
Rollo Armstrong (1987)

Rowland Constantine O’Malley Armstrong, auch Roland Armstrong (* 1966 in London) ist ein britischer Musikproduzent und gilt als Mastermind von Faithless. Er ist der Bruder und zeitweise auch Produzent von Dido, die ebenfalls im Musikgeschäft erfolgreich ist.

## Leben
1992 erschien der Hit Don’t You Want Me von Felix, dem Projekt des Amerikaners Francis Wright, an welchem Rollo als Remixer wesentlich beteiligt war. Mit dieser Produktion machte er auch andere Musiker auf sich als Produzent und Autor aufmerksam. Es folgten Arbeiten unter anderem für die Pet Shop Boys oder das Dance-Projekt U.S.U.R.A.
Anfang der 1990er Jahre gründete er das Plattenlabel Cheeky Records in London, welches von BMG Europe übernommen wurde und nun zu Sony BMG gehört. Er behielt aber trotz dieser Übernahme die Kontrolle über sein Label. Zu den erfolgreichsten Veröffentlichungen des Labels gehört der Hit Insomnia sowie die Alben von Faithless. Auch Dido veröffentlichte auf Cheeky Records.
Rollo produzierte viele bekannte Musiker, wie zum Beispiel Faithless, Simply Red, Gabrielle, Pet Shop Boys, M People und Donna Summer. Ebenso übernahm er das Mastering der beiden erfolgreichen Alben (No Angel, Life for Rent) seiner Schwester Dido.
Neben Faithless hat Rollo Armstrong noch ein zweites Projekt mit dem Namen Dusted.
Zur UEFA EURO 2008 komponierte Armstrong die offizielle Musik (akustische Marke).

## Diskografie
Mit Faithless

Studioalben

| Jahr | Titel Musiklabel                                | Höchstplatzierung, Gesamtwochen, AuszeichnungChartplatzierungen (Jahr, Titel, Musiklabel, Platzierungen, Wochen, Auszeichnungen, Anmerkungen) | Höchstplatzierung, Gesamtwochen, AuszeichnungChartplatzierungen (Jahr, Titel, Musiklabel, Platzierungen, Wochen, Auszeichnungen, Anmerkungen) | Höchstplatzierung, Gesamtwochen, AuszeichnungChartplatzierungen (Jahr, Titel, Musiklabel, Platzierungen, Wochen, Auszeichnungen, Anmerkungen) | Höchstplatzierung, Gesamtwochen, AuszeichnungChartplatzierungen (Jahr, Titel, Musiklabel, Platzierungen, Wochen, Auszeichnungen, Anmerkungen) | Höchstplatzierung, Gesamtwochen, AuszeichnungChartplatzierungen (Jahr, Titel, Musiklabel, Platzierungen, Wochen, Auszeichnungen, Anmerkungen) | Anmerkungen                                                  |
| Jahr | Titel Musiklabel                                | DE | AT | CH | UK | US | Anmerkungen                                                  |
| ---- | ----------------------------------------------- | --- | --- | --- | --- | --- | ------------------------------------------------------------ |
| 1996 | Reverence Cheeky Records (BMG)                  | DE17 Gold · (35 Wo.)DE | AT26 (14 Wo.)AT | CH18 Gold · (30 Wo.)CH | UK26 Platin · (27 Wo.)UK | — | Erstveröffentlichung: 25. März 1996 Verkäufe: + 650.000      |
| 1998 | Sunday 8PM Cheeky Records (BMG)                 | DE6 (23 Wo.)DE | AT23 (6 Wo.)AT | CH9 Gold · (9 Wo.)CH | UK10 Gold · (23 Wo.)UK | — | Erstveröffentlichung: 21. September 1998 Verkäufe: + 175.000 |
| 2001 | Outrospective Cheeky Records (BMG)              | DE3 (16 Wo.)DE | AT17 (10 Wo.)AT | CH4 Gold · (14 Wo.)CH | UK4 Platin · (26 Wo.)UK | — | Erstveröffentlichung: 18. Juni 2001 Verkäufe: + 410.000      |
| 2004 | No Roots Cheeky Records (BMG)                   | DE12 (11 Wo.)DE | AT26 (9 Wo.)AT | CH10 (14 Wo.)CH | UK1 Gold · (15 Wo.)UK | — | Erstveröffentlichung: 7. Juni 2004 Verkäufe: + 110.000       |
| 2006 | To All New Arrivals Columbia Records (Sony BMG) | DE70 (6 Wo.)DE | AT73 (1 Wo.)AT | CH11 (12 Wo.)CH | UK30 Gold · (8 Wo.)UK | — | Erstveröffentlichung: 24. November 2006 Verkäufe: + 107.500  |
| 2010 | The Dance Nates Tunes (PIAS)                    | DE10 (7 Wo.)DE | AT34 (3 Wo.)AT | CH4 (10 Wo.)CH | UK2 Gold · (13 Wo.)UK | — | Erstveröffentlichung: 14. Mai 2010 Verkäufe: + 115.000       |
| 2020 | All Blessed BMG Rights Management (WMG)         | DE44 (2 Wo.)DE | — | CH20 (3 Wo.)CH | UK6 (2 Wo.)UK | — | Erstveröffentlichung: 23. Oktober 2020                       |